# Josef Wurm (Eishockeyspieler)
Josef Wurm (* 1916 in Wien; † 29. April 1981 ebenda) war ein österreichischer Eishockeytorwart, der mit der österreichischen Nationalmannschaft bei der Eishockey-Weltmeisterschaft 1947 die Bronzemedaille gewann.

## Karriere
Josef Wurm spielte ab mindestens 1931 für den Pötzleinsdorfer SK, der sich 1932 in EK Engelmann umbenannte. 1932 und 1936 wurde er mit dem EKE (PSK) österreichischer Meister, 1939 Meister der Ostmark und  1939 deutscher Meister. Nach dem 1939 erfolgten Zusammenschluss des EKE mit dem Wiener Eislauf-Verein zur Wiener Eissportgemeinschaft spielte er für diese und wurde mit ihr 1940 erneut deutscher Meister. Nach dem Zweiten Weltkrieg spielte er ab Februar 1946 wieder für den EK Engelmann.
International spielte er für die österreichische Eishockeynationalmannschaft bei der Eishockey-Weltmeisterschaft 1938 (3 Spiele, 5 Gegentore). Nach 1938 absolvierte er zwei Partien für die deutsche Eishockeynationalmannschaft. Nach dem Zweiten Weltkrieg spielte er bei der Eishockey-Weltmeisterschaft 1947 wieder für die österreichische Nationalmannschaft, bei der er mit der Mannschaft die Bronzemedaille gewann und in sechs Spielen 27 Gegentore erhielt.
Josef Wurm heiratet 1939 Emmy Putzinger, eine österreichische Eiskunstläuferin. Während des Zweiten Weltkriegs diente er in der deutschen Wehrmacht.